# 토대주의
토대주의(foundationalism) 또는 기초주의, 정초주의는 정당화된 믿음이나 건전한 전제로부터 추론된 결론과 같이 확실한 기초에 의존하는 인식론을 말한다. 토대주의에 대립되는 개념은 정합주의이다.
다른 선택지가 순환 논증이거나 무한 후퇴라는 것을 확인한 아리스토텔레스는 명백한 선택지는 다른 것들을 지지하는 기본적 믿음을 제시하는 토대주의라는 것을 알아냈다. 가장 유명한 토대주의자인 데카르트는 자신의 존재와 이성에 대한 명확한 관념에서 기초를 발견하였다. 반면 로크는 경험에서 토대를 찾았다. 기초는 경험을 강조하는 경험론이나 이성을 강조하는 합리론과 같이 다양한 인식론적 강조점을 반영하지만 양자를 혼합할 수도 있다.
1930년대에는 토대주의에 대한 논쟁이 되살아났다. 슐리크가 과학적 지식을 주장의 특별한 계층은 다른 믿음을 통한 증명을 요구하지 않고 토대로 작용하는 피라미드의 구조로 파악한 반면, 노이라트는 과학적 지식은 궁극적 기초를 결여하며 땟목과 같이 움직인다고 주장하였다. 1950년대에 토대주의는 콰인에 의하여 쇠퇴하였다. 콰인의 존재론적 상대성(ontological relativity)은 어떤 믿음은 실제의 모든 것에 대한 어떤 사람의 믿음에 연결된 반면, 광대한 연결 속에서 보조적 믿음은 희망하는 믿음을 방어하기 위하여 수정된다는 것을 발견하였다.

## 같이 보기
- 증거주의
- 실용주의